# Амерички плаћеник
Амерички плаћеник (енгл. American Assassin) је амерички акциони трилер филм из 2017. редитеља Мајкла Квесте, а по сценарију Стивена Шифа, Мајкла Финча, Едварда Звика и Маршала Херсковица на основу романа Амерички плаћеник аутора Винса Флина. Продуценти филма су Лоренцо ди Бонавентура и Ник Векслер. Музику је компоновао Стивен Прајс.
Глумачку екипу чине Дилан О`Брајен, Мајкл Китон, Сана Лејтан, Шива Нигар, Тејлор Кич и Дејвид Суше. Светска премијера филма је била одржана 15. септембра 2017. у Сједињеним Америчким Државама.
Буџет филма је износио 33 000 000 долара, а зарада од филма је 66 700 000 долара.

## Радња
Две деценије након Хладног рата исламистички тероризам је у успону, а Заменик главног за операције, Томас Стансфилд (Дејвид Суше), окупља нови тим тајних агената – невидљивих људи – који ће се суочити с том растућом претњом у иностранству пре него што она досегне америчко тло. Недуго након терористичког напада на Пан Ам Локерби, Стансфилдова штићеница, Ирена Кенеди (Сана Лејтан), проналази савршеног кандидата. Међу хиљадама оних који оплакују жртве напада налази се Мич Рап (Дилан О`Брајен), студент и талентовани спортиста који жели само једно – одмазду. Након шест месеци интензивне обуке Мич ће непријатељу нанети застрашујућу штету, остављајући за собом траг мртвих тела од Истанбула преко Европе па све до Бејрута.

## Улоге
| Глумац         | Улога           |
| -------------- | --------------- |
| Дилан О`Брајен | Мич Рап         |
| Мајкл Китон    | Стен Харли      |
| Сана Лејтан    | Ирена Кенеди    |
| Шива Нигар     | Аника           |
| Тејлор Кич     | Дух (Рони)      |
| Дејвид Суше    | Томас Стансфилд |